# McBain (film)
McBain è un film del 1991 diretto da James Glickenhaus.

## Trama
Un ex tenente della guerra del Vietnam riforma la sua vecchia squadra per aiutare la sorella di un rivoluzionario e spietato dittatore.